# Ceratina cuprifrons
Ceratina cuprifrons là một loài Hymenoptera trong họ Apidae. Loài này được Strand mô tả khoa học năm 1910.